# Dhulikhel
Dhulikhel ist eine Stadt (Munizipalität) und Verwaltungssitz des Distriktes Kabhrepalanchok in Nepal, ca. 25 km östlich von Kathmandu.
Die Stadt liegt am Araniko Rajmarg, einer wichtigen Fernstraße von Kathmandu bis zur Brücke der sino-nepalesischen Freundschaft an der Grenze zu Tibet. Zugleich ist sie Ausgangspunkt der B. P. Koirala Rajmarg, einer nahezu fertiggestellten Straßenverbindung in den östlichen Terai.
Die gut erhaltene Altstadt im Newar-Baustil mit einigen Pagoden-Tempeln macht Dhulikhel zu einem wichtigen touristischen Zentrum Nepals. Im südöstlichen Teil des Ortes führt ein Treppenweg hinauf zu einer goldenen Buddha-Statue und noch weiter hinauf zum Kali-Tempel bzw. zu einer Aussichtsplattform mit Blick auf das zentrale Himalaya-Massiv. Die Stadt besitzt ein renommiertes Krankenhaus und ist Standort der Kathmandu University.
Das Stadtgebiet umfasst 12,08 km².

## Einwohner
Bei der Volkszählung 2011 hatte Dhulikhel 14.283 Einwohner (davon 7122 männlich) in 3279 Haushalten.

## Galerie

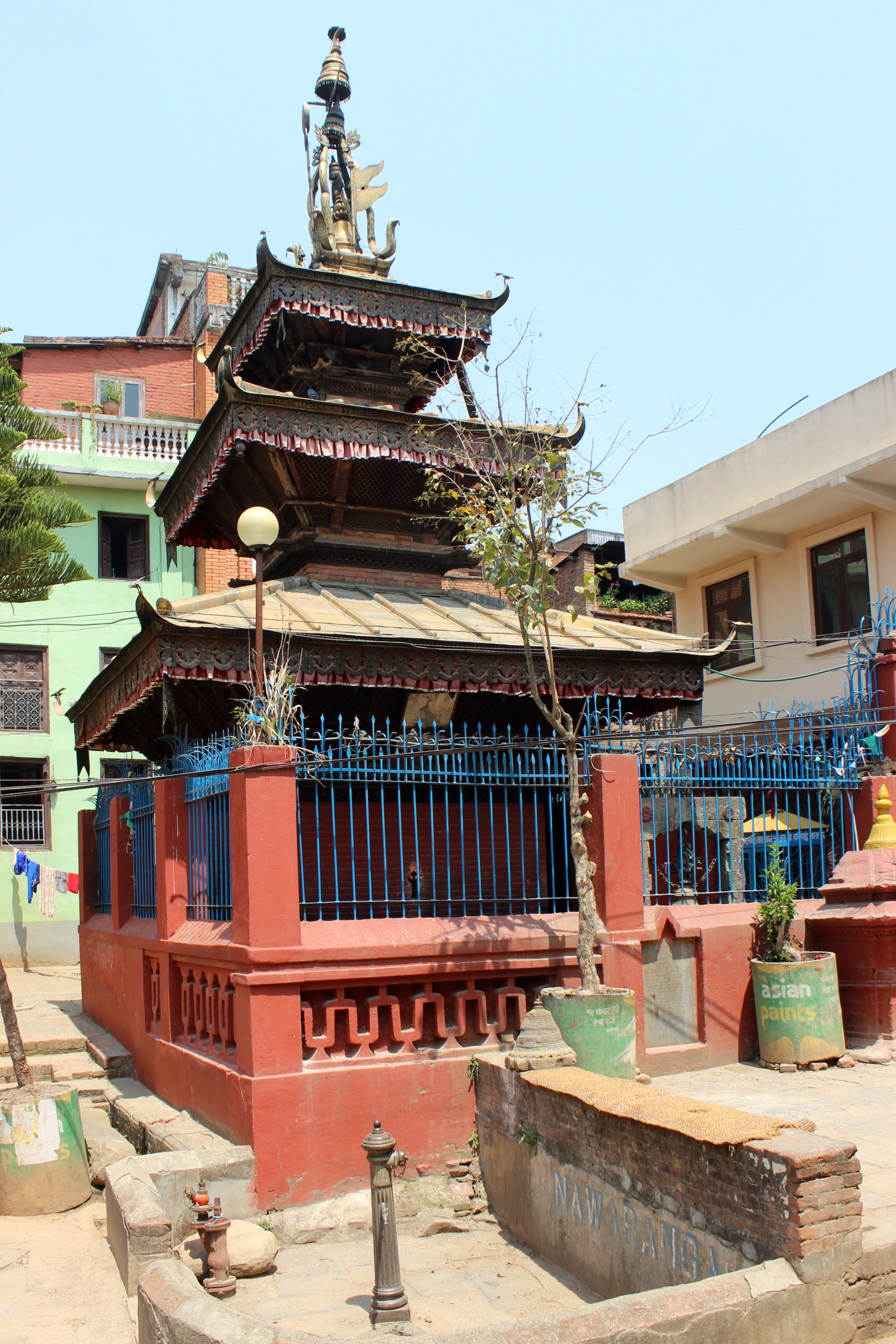
Harisiddhi-Tempel beim Tempelplatz
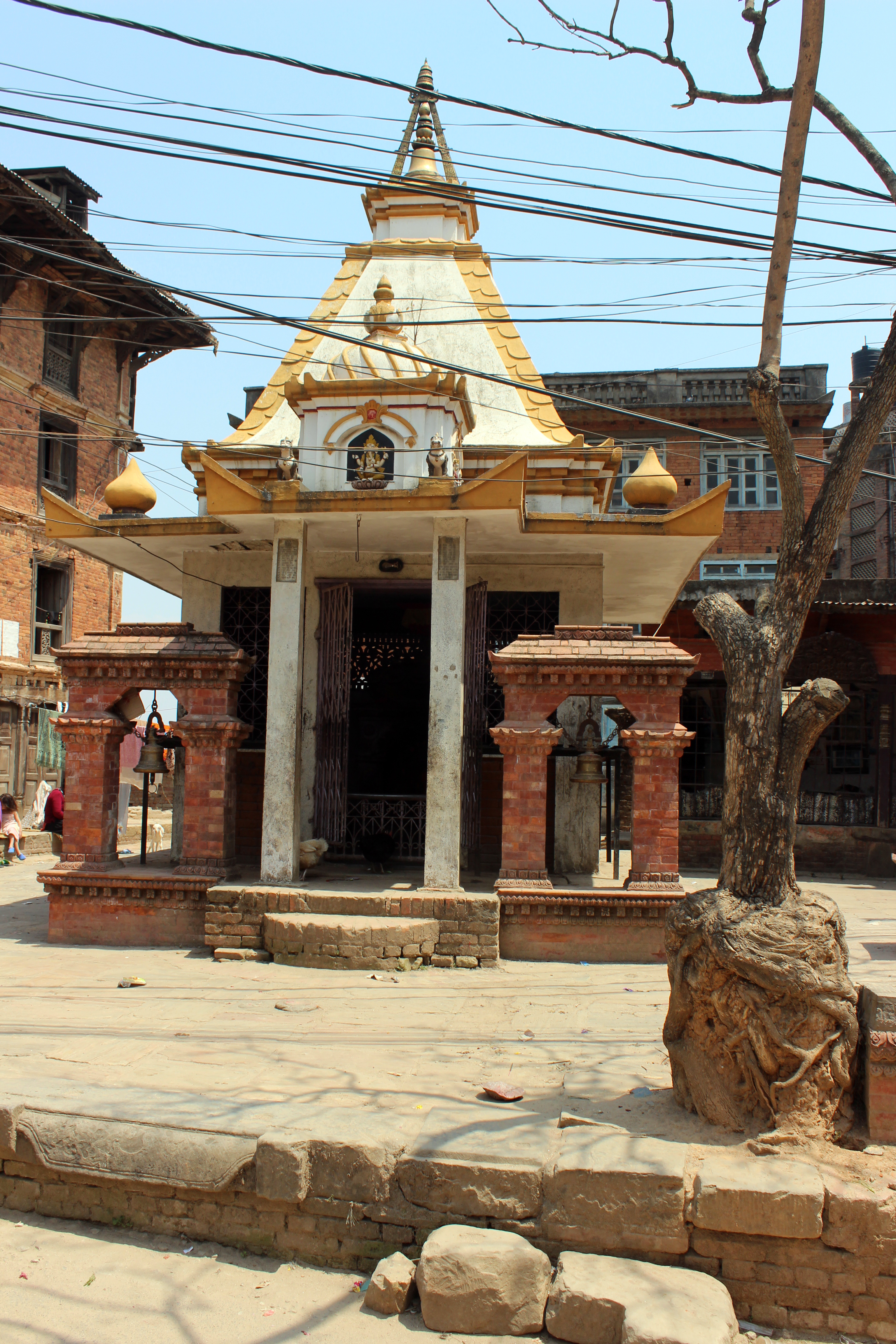
Ganesh-Tempel
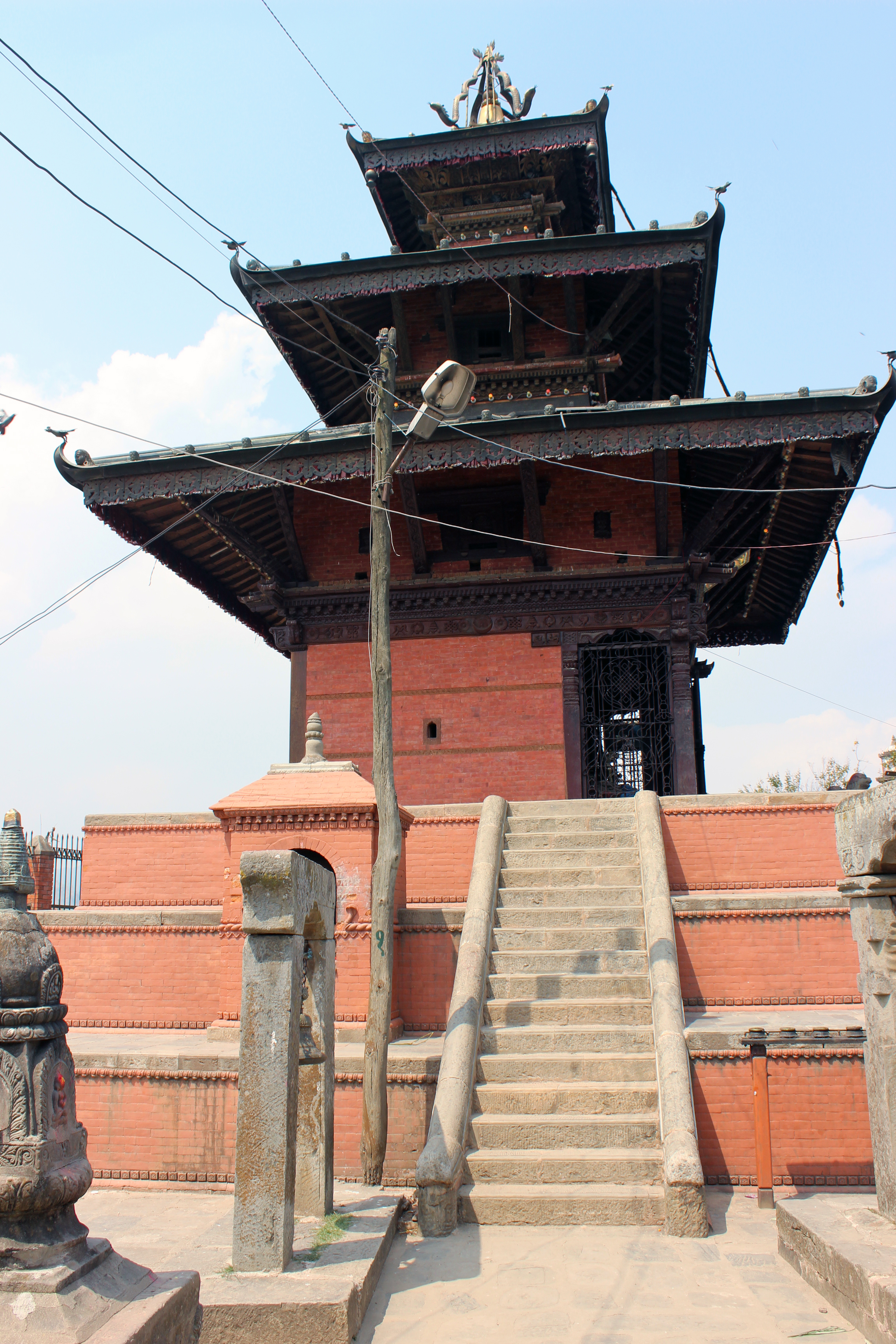
Shree Bhagawati-Tempel
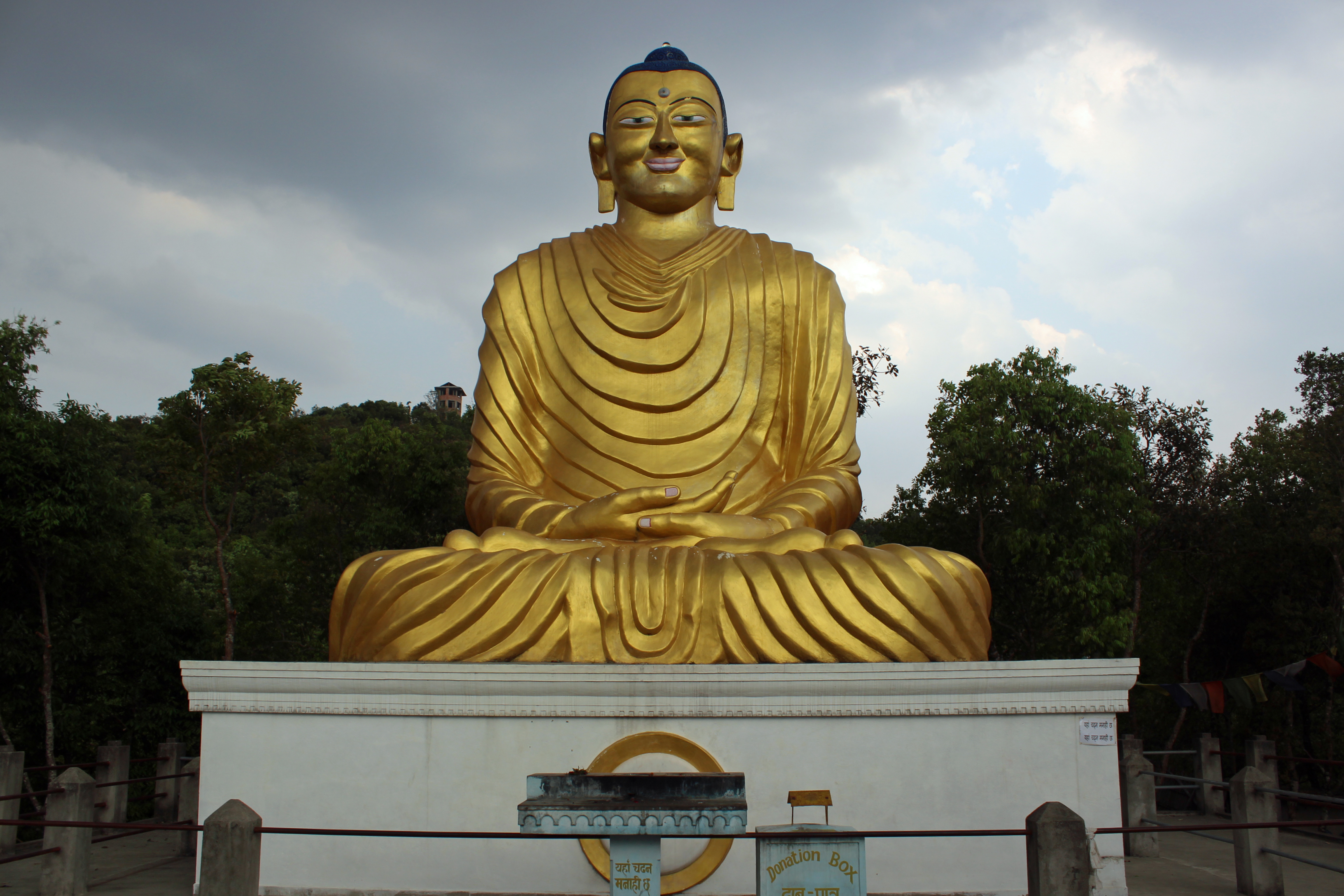
Shanti Ban Stupa
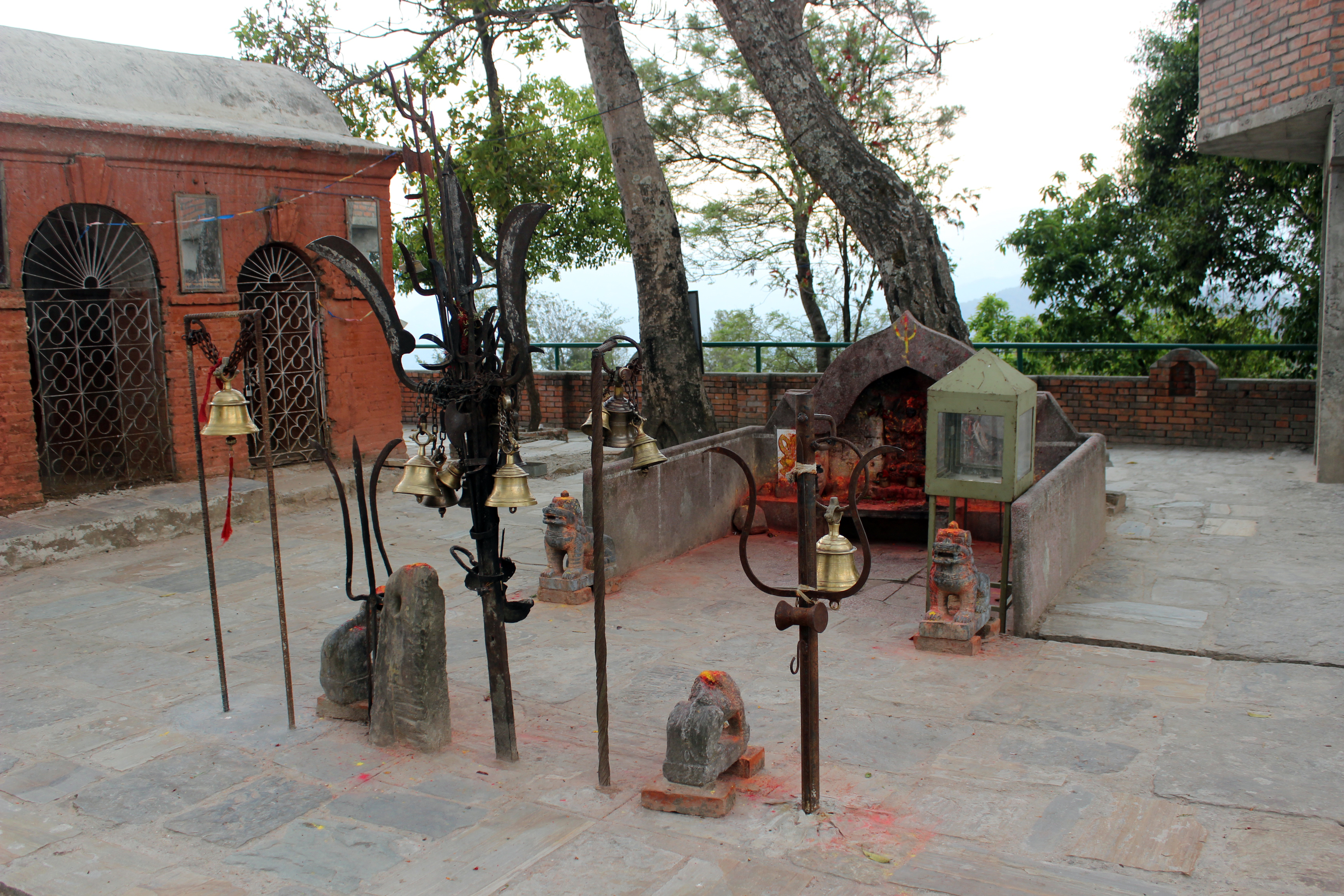
Kalidevi-Tempel